# Herb gminy Zarszyn

Herb gminy Zarszyn do 2013 roku

Herb gminy Zarszyn – jeden z symboli gminy Zarszyn, autorstwa Kamila Wójcikowskiego i Roberta Fidury, ustanowiony 18 grudnia 2013.

## Wygląd i symbolika
Herb przedstawia na tarczy w polu błękitnym pół lilii florenckiej złotej, ze złotą przewiązką, wyrastającej ze złotego serca. Herb gminy jest herbem miejscowości Zarszyn, w stylizacji odpowiadającej najstarszej znanej pieczęci Zarszyna z 1554 roku. Barwy godeł wywiedziono z barw herbowych Ziemi Sanockiej. Symbolika herbu Zarszyna nie jest znana.

## Historia
Godło herbowe Zarszyna znane jest z jednej pieczęci z roku 1554. Godło to następnie pojawiło się w mocno przekształconej formie na pieczęci w czasach galicyjskich. Przypominało wówczas w swojej postaci godło herbu szlacheckiego Roch III. Na podstawie tej pieczęci opracowano herb gminy Zarszyn, będący w użyciu do roku 2013.